# Stadion Munajszy
Stadion Munajszy – wielofunkcyjny stadion w Atyrau, w Kazachstanie. Został otwarty 1 maja 1950 roku. Swoje mecze rozgrywa na nim drużyna FK Atyrau. Obiekt może pomieścić 8690 widzów.